# Beulsteife
Die Beulsteife ist ein Begriff aus der Stabilitätstheorie der Baustatik. Sie versteift beulgefährdete Träger und stellt so ein Teil der Tragfähigkeit wieder her, die durch das Beulen verloren geht. Typische Beispiele sind Stege hoher Träger im Stahl-Brückenbau und die Aussteifung zylindrischer Bleche durch Stringer im Flugzeugbau.

## Arten
Es gibt zwei Arten von Beulsteifen:
- Die Längssteife geht entlang des Trägers und erhöht die Tragfähigkeit deutlich.
  - Offene Querschnitte sparen mehr Stahl, für sie ist ein Nachweis gegen Biegedrillknicken zu führen, indem ein bestimmtes Verhältnis von Breite zu Höhe eingehalten wird. Weitere Details s. u.
  - Geschlossene Querschnitte können schneller eingebaut werden.
- Die Quersteife erhöht die Tragfähigkeit nur bei sehr dichtem Abstand und wird eher selten eingesetzt.

Nach dem Eurocode 1993-1-5 wird der Nachweis wie folgt geführt: Die Längssteife unterteilt das Beulfeld in Einzelfelder. Für die Breite der Einzelfelder errechnet man die wirksame Breite. In der Mitte der Felder fehlt also ein Stück. An jede Steife grenzen zwei wirksame Breiten und an den Flansch jeweils eine. Dann wird ein Abminderungsfaktor aus dem gesamten Beulfeld errechnet. Mit diesen werden die wirksamen Breiten an den Längssteifen ein zweites Mal abgemindert, die wirksamen Breiten an den Flanschen jedoch nicht. Dies ergibt den wirksamen Querschnitt. In der DIN 18800-3 wird nur Einzelfeldbeulen behandelt.